# Largvisi
Largvisi (en georgiano: ლარგვისი; en osetio: Ларгуис, romanizado: Largvis; en ruso: Ларгвис) es un pueblo que pertenece a la parcialmente reconocida República de Osetia del Sur, parte del distrito de Leningor, aunque de iure pertenece al municipio de Ajalgori de la región de Mtsjeta-Mtianeti de Georgia.

## Toponimia
Anteriormente a su nombre actual, Largvisi era conocido con el nombre de Monasteri (en georgiano: მონასტერი). Después de la muerte del duque Largve, el nombre se cambió a Largvisi.

## Geografía
Largvisi está situado en la confluencia del río Churta con el río Ksani en el norte del municipio de Ajalgori, a 18 km de Ajalgori.  

## Historia
Este nombre se menciona en el "Monumento de los gentiles" del siglo XIV en la narración de los acontecimientos del siglo IV, cuando se construyó aquí una iglesia y una ciudad. En tiempos prefeudales, Largvisi era el centro de la región de Nizhokzmisjevi y la fortaleza de Largvisi era un importante punto estratégico en el valle de Ksani. A su vez, el monasterio de Largvisi fue uno de los centros de la cultura georgiana. Avgaroz Bandaisdze y su hijo Grigol Bandaisdze, ambos en el siglo XV, son dignos de mención entre los escritores que trabajaron aquí. Se han conservado varios manuscritos valiosos de la rica biblioteca del monasterio de Largvisi, como el triodion de Largvisi y los coros de Largvisi.
Durante el período soviético, se estableció el consejo de la aldea del monasterio. El 28 de abril de 1948, por resolución del Consejo Supremo de la República Socialista Soviética de Georgia, el pueblo recibió el nombre de Largvisi.
Durante la duración del conflicto georgiano-osetio hasta la victoria rusa en la guerra ruso-georgiana de 2008, con la que las de facto autoridades de Osetia del Sur establecieron el control sobre el valle de Ksani, Largvisi formaba parte del territorio controlado por el gobierno de Georgia. Después de agosto de 2008, el pueblo quedó bajo el control de las autoridades de la República de Osetia del Sur. 

## Demografía
La evolución demográfica de Largvisi entre 1959 y 2015 fue la siguiente:
| 182                                                      | 291 | 303 | 280 | 259 | 137 |
| (Fuente: Population of South Ossetia since Soviet times) |     |     |     |     |     |

Según el censo soviético de 1959, la mayoría de la población local eran georgianos. Según el censo de 2002 realizado por las autoridades georgianas, que controlaban la parte oriental del municipio de Ajalgori, la composición étnica del pueblo es la siguiente:
|              | 2002      | 2002       |
| Grupo étnico | Población | Porcentaje |
| ------------ | --------- | ---------- |
| Georgianos   | 252       | 97,3%      |
| Osetios      | 7         | 2,7%       |
| Total        | 259       | 100%       |

## Economía
En el pueblo de Largvisi se desarrolló la cría de ovejas.

## Infraestructura

### Arquitectura, monumentos y lugares de interés
En el pueblo, en el lado derecho del río Ksani, se ha conservado un complejo arquitectónico que incluye el castillo-fortaleza del siglo XVIII con torres, el monasterio de Largvisi y otros edificios. La fortaleza de Largvisi consta de un patio y una ciudadela separada de él por un alto muro. Mientras, el monasterio de cúpula rectangular fue construido, en el lugar de una iglesia del siglo XIV, por el duque Davit Ksani en 1759. El templo tiene una entrada desde el sur y el oeste;  está abundantemente iluminado desde arriba y desde abajo por ventanas igualmente redondeadas de la forma original. La iglesia está revestida de piedra mal trabajada, la escasa decoración es de nivel artesanal.

## Galería

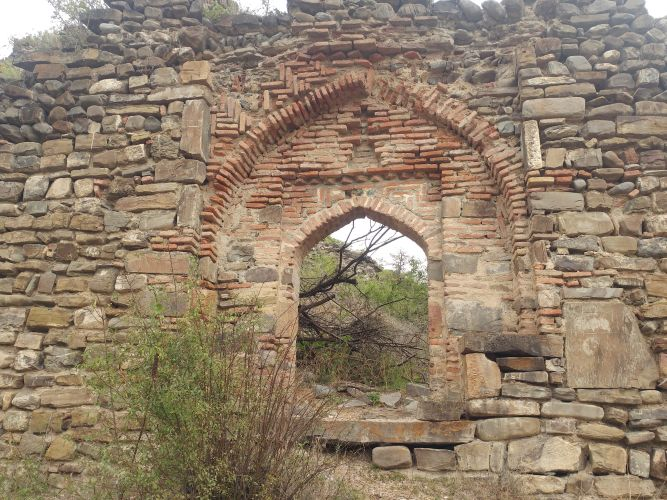
Puertas de la fortaleza de Largvisi
Muros de la fortaleza
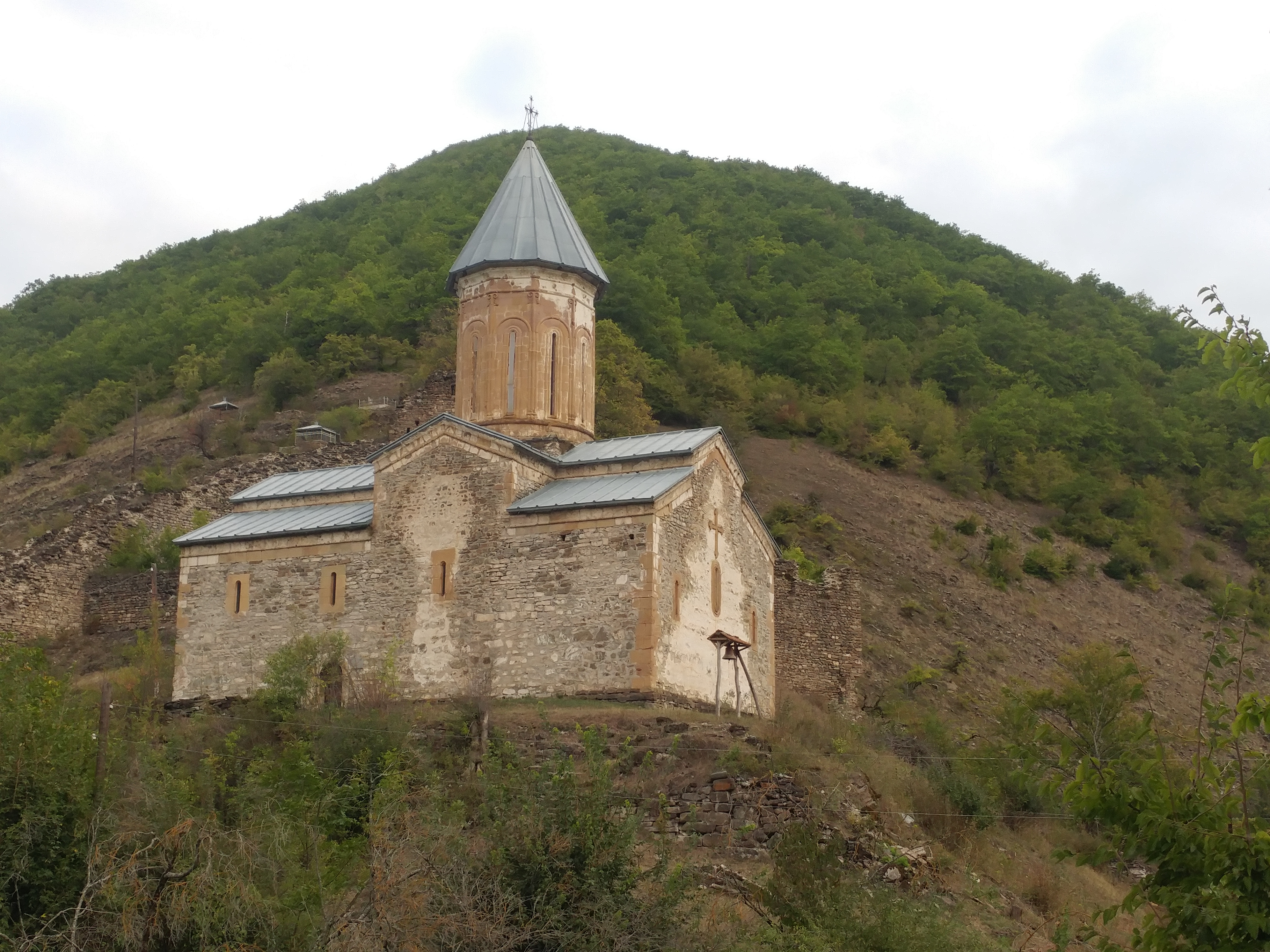
Monasterio de Largvisi
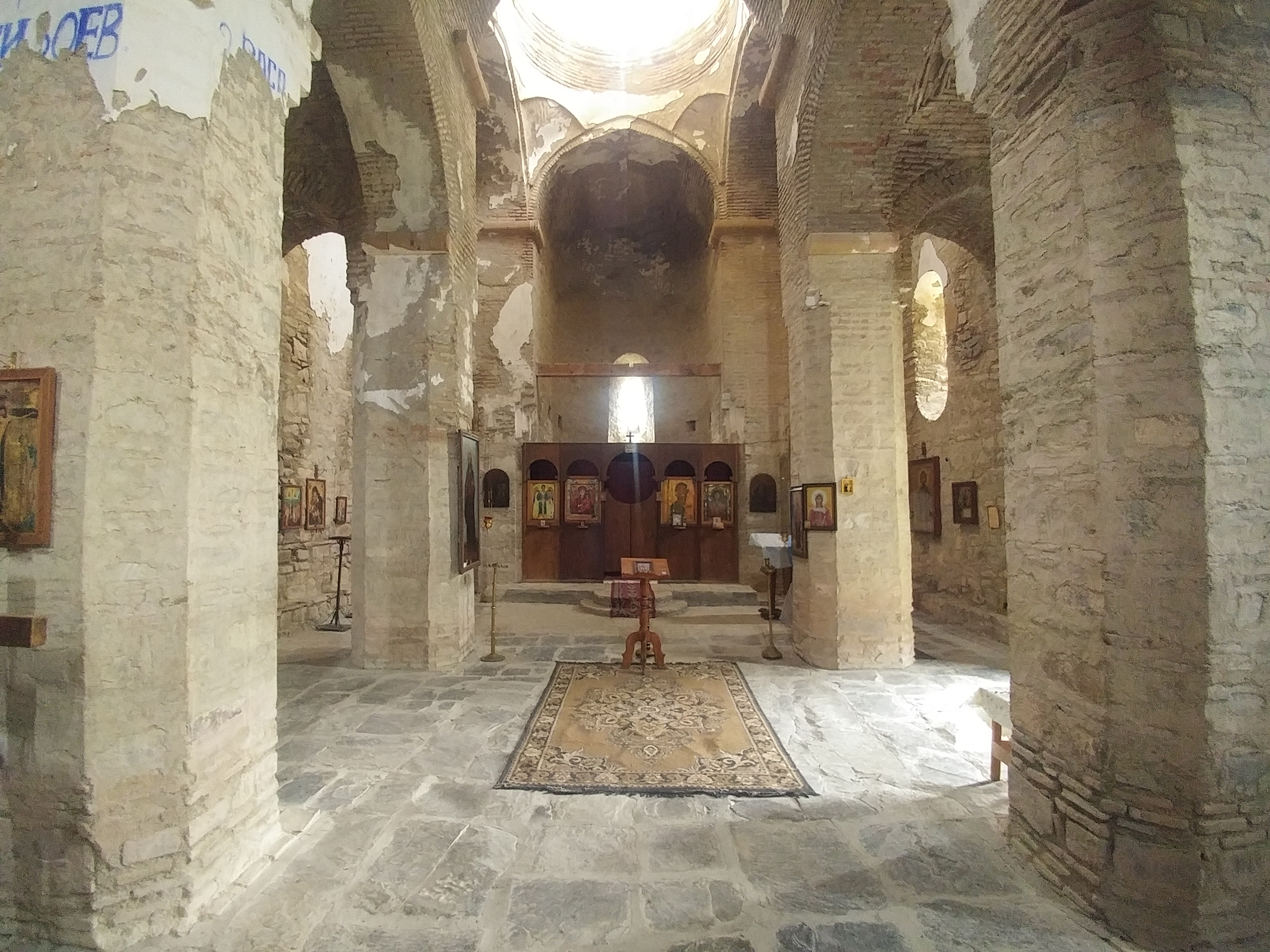
Interior del monasterio